# Mansinger Burgplatz
Der Burgplatz Mansingen im Ortsteil Mansie der Stadt Westerstede im Ammerland im heutigen Niedersachsen ist ein Kulturdenkmal. 1226 wurde der Burgplatz mit den Vorburganlagen und den umgebenden Burggräben erstmals erwähnt. Da das Areal später auch der ortsansässigen Familie Hammje gehörte, wird sie von den Einheimischen auch als „Hammjeborg“ bezeichnet.

## Der Burgplatz der Hammjeborg
Heute sind ein größerer und mehrere kleinere Hügel in einer reizvollen Moorlandschaft zu sehen. Die Burg Mansingen besitzt den Charakter einer Motte, bei der Haupt- und Vorburg auf jeweils einem Hügel liegen und durch einen Wassergraben voneinander getrennt sind. Die Anlage wird von einem gemeinsamen Graben mit Vorwall umgeben, wobei im Nordwesten noch ein zweiter Umfassungsgraben zu erahnen ist. Der 1,5 m hohe Vorburghügel ist durch einen Graben sekundär geteilt worden, sodass sich der Eindruck einer Dreihügelmotte ähnlich der unweit gelegenen Burg Elmendorf ergibt. Der 2 m hohe Hauptburghügel besitzt ein Plateau von 19 × 23 m Größe, die Vorburg bildete ein unregelmäßiges Trapez von ca. 37 × 54 m Größe.
Die 1969 durchgeführte Ausgrabung erbrachte Keramik des 12. bis 14./15. Jahrhunderts, was mit den geschichtlichen Daten der Herren von Mansingen, die zwischen 1226 und 1385 belegt sind, sehr gut zu vereinbaren ist.

## Geschichte
Die Entstehung der Burg fällt in die Zeit, als die Grafen von Oldenburg im 11. und 12. Jahrhundert begannen, ihre Herrschaft im Ammerland gegen die benachbarten Ostfriesen zu sichern. Treue Gefolgsleute waren die Ritter von Apen, von Seggern, von Mansingen und von Fikensolt.
Die abseitige Lage ihrer Burgen zu Oldenburg war wohl der Grund ihre Stammsitze aufzugeben. Die Burgen verfielen und gingen an andere Besitzer.
Zur Burg Mansingen gibt es keine weiteren Aufzeichnungen und Urkunden, lediglich über die Burgherren ist einiges verzeichnet.
Die Burgherren dieses mittelalterlichen Adelssitzes waren die Ritter von Mansingen.

## Ritter von Mansingen
In ihrem Wappen trugen die Ritter von Mansingen die geflügelte Pferdebremse, ein Zeichen adliger Familien.
Urkundliche Aufzeichnungen finden sich im Landesarchiv aus dem 13. und 14. Jahrhundert. Von 1226 bis 1385 siegeln verschiedene Ritter von Mansingen als Ministerialen der Grafen von Oldenburg etliche Urkunden, in denen Besitzungen veräußert oder verschenkt werden.
Erwähnt sind in unterschiedlicher Schreibweise:
- 1237 Johannis de Mansenge
- 1259 Nicolaus de Mansingen
- 1270–1282 Johannes de Mansingen, Johan de Mansinghe, Tidericus de Mansingen, Tiderico milite de Mansinge
- 1339 Luthbertus mile de Mansinghe, Luthbert de Mansinghen, riddere
- 1382 Willekinus de Mazynghen

Eine Urkunde vom 4. Juli 1339 berichtet über die religiöse Lebenserhaltung der Menschen jener Zeit und ihre Besorgnis um ihr Seelenheil. Danach soll zu Ehren des heiligen Laurentius ein Altar in der Kirche zu Apen gestiftet werden.
An diese Altarschenkung wollte der Kunstpfad Ammerland erinnern und beauftragte die Künstler Norbert Marten und Christel Mandos-Feldmann, am Burgplatz Mansingen ein künstlerisches Zeichen zu setzen. Im November 2013 wurde das Kunstwerk „Freialtar“ ökumenisch eingeweiht und der Stadt Westerstede übereignet.

## Sage vom Mansinger Burgschatz
Beinahe bekannter als die Geschichte der Herren von Mansingen ist die Sage über den Burgschatz von Mansingen. In den Hügeln sollen der Sage nach Schätze vergraben sein, deren Hebung noch niemandem gelungen ist, weil offensichtlich der Teufel mit im Spiel ist, der die Schatzkiste kurz vor der Hebung immer in die Tiefe sausen lässt.
Ludwig Strackerjahn erzählt sie in seinem Buch „Aberglaube und Sagen aus dem Herzogtum Oldenburg“ und berichtet darin schließend, dass der Schatz wohl heute noch dort zu finden sei.

## LSG „Burgplatz Mansingen mit Umgebung“
Im Hinblick auf den kulturhistorischen Bezug wurde mit Kreistagsbeschluss vom 17. Dezember 2003 der Name von „Burgplatz Mansie mit Umgebung“ in „Burgplatz Mansingen mit Umgebung“ geändert und eine neue Landschaftsschutzgebietsverordnung mit einer nachvollziehbaren, genau festgelegten Abgrenzung und der Definition von Charakter und Schutzzweck erlassen.
Das Landschaftsschutzgebiet „Burgplatz Mansingen mit Umgebung“ erfüllt die Voraussetzung eines Landschaftsschutzgebietes gemäß § 26 des Niedersächsischen Naturschutzgesetzes und wurde 2003 in seiner Abgrenzung im Verhältnis zur vorherigen Größe erheblich erweitert. Damit sollte sichergestellt werden, dass auch die Umgebung dieses kulturhistorisch bedeutsamen Burgplatzes vor Veränderungen geschützt wird, die sich auch auf den Burgplatz selbst auswirken können.

## Bildergalerie

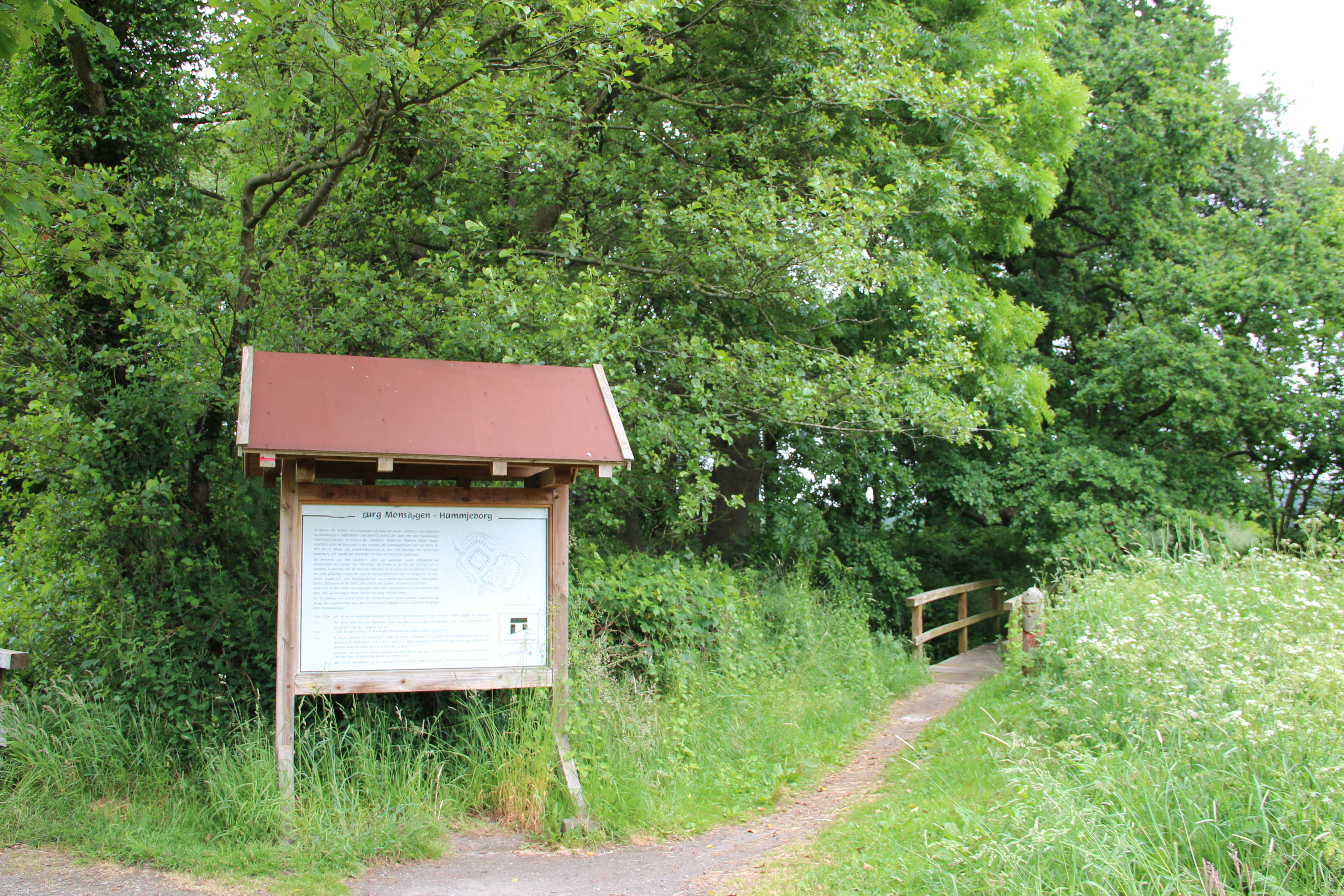
Burgplatz Mansingen (2012)
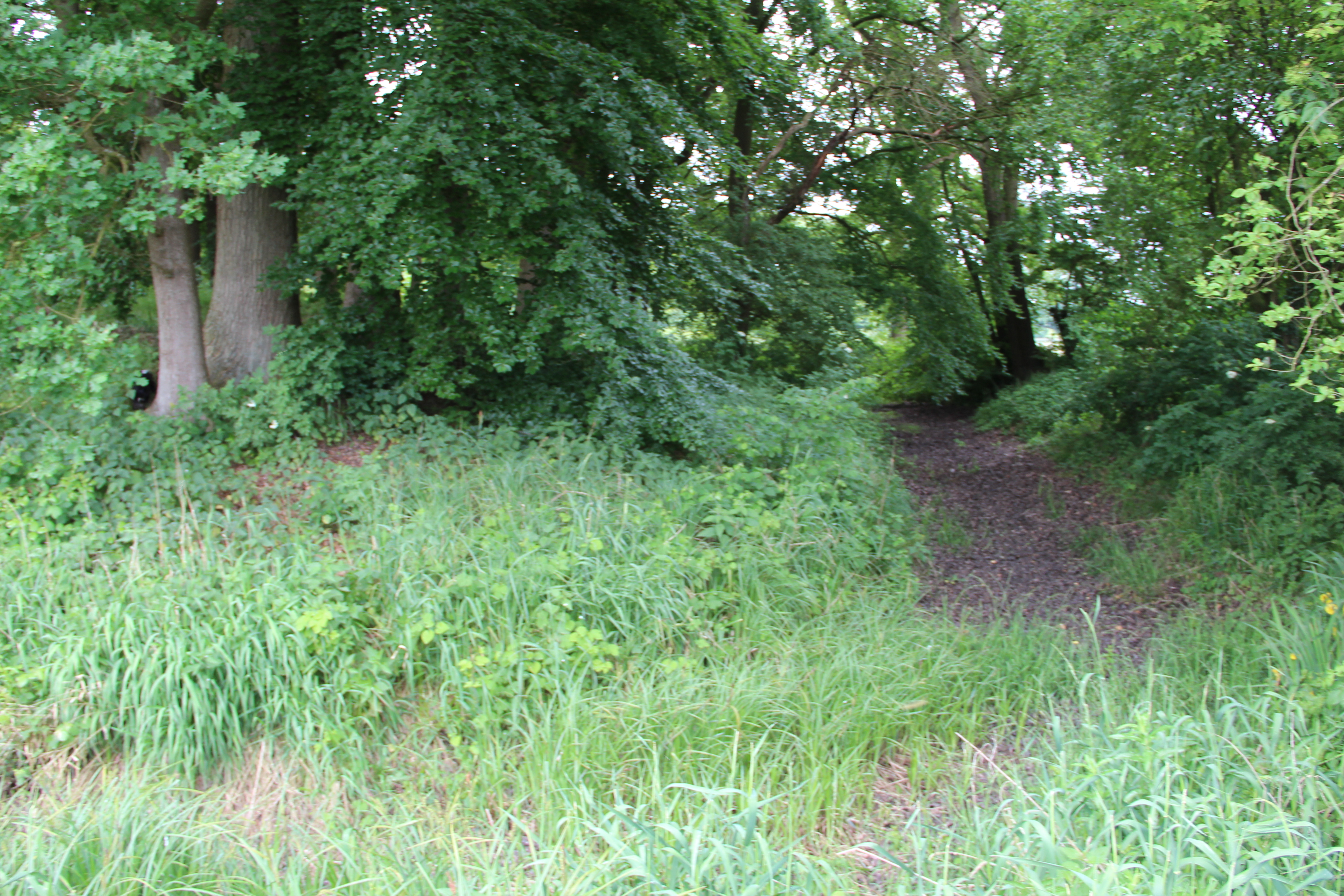
Burggraben (2012)
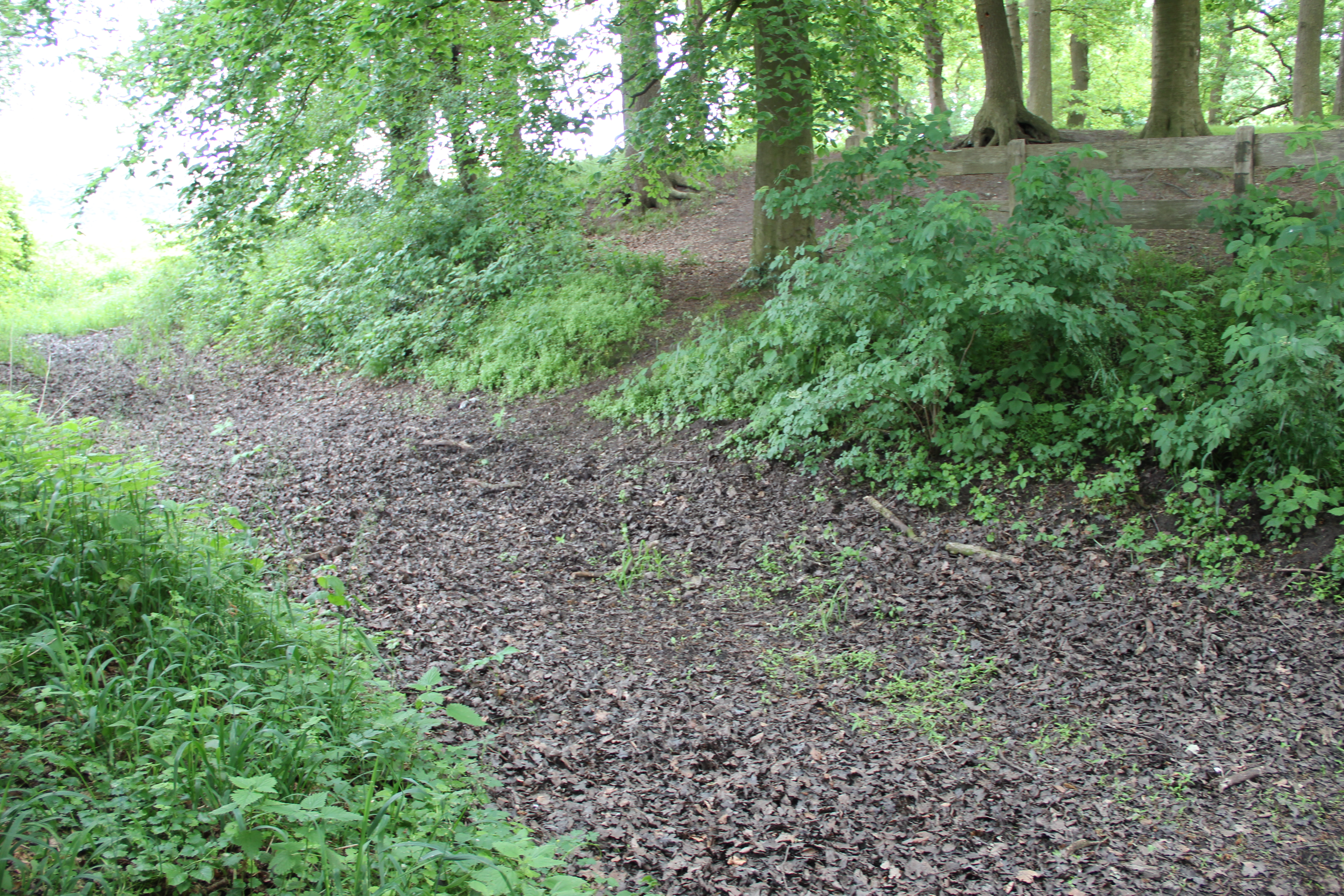
Burggraben (2012)
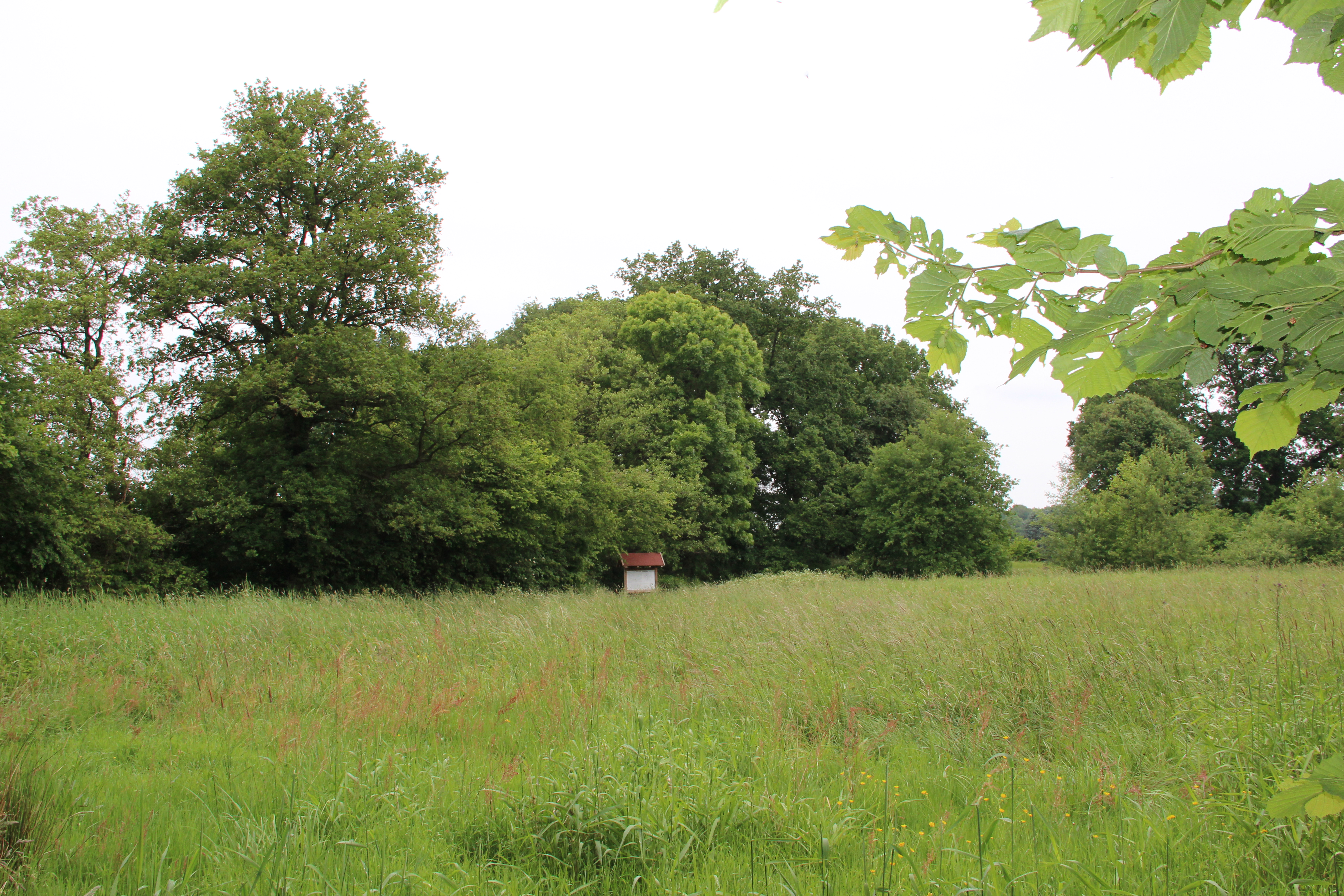
Burgplatz Mansingen (2012)
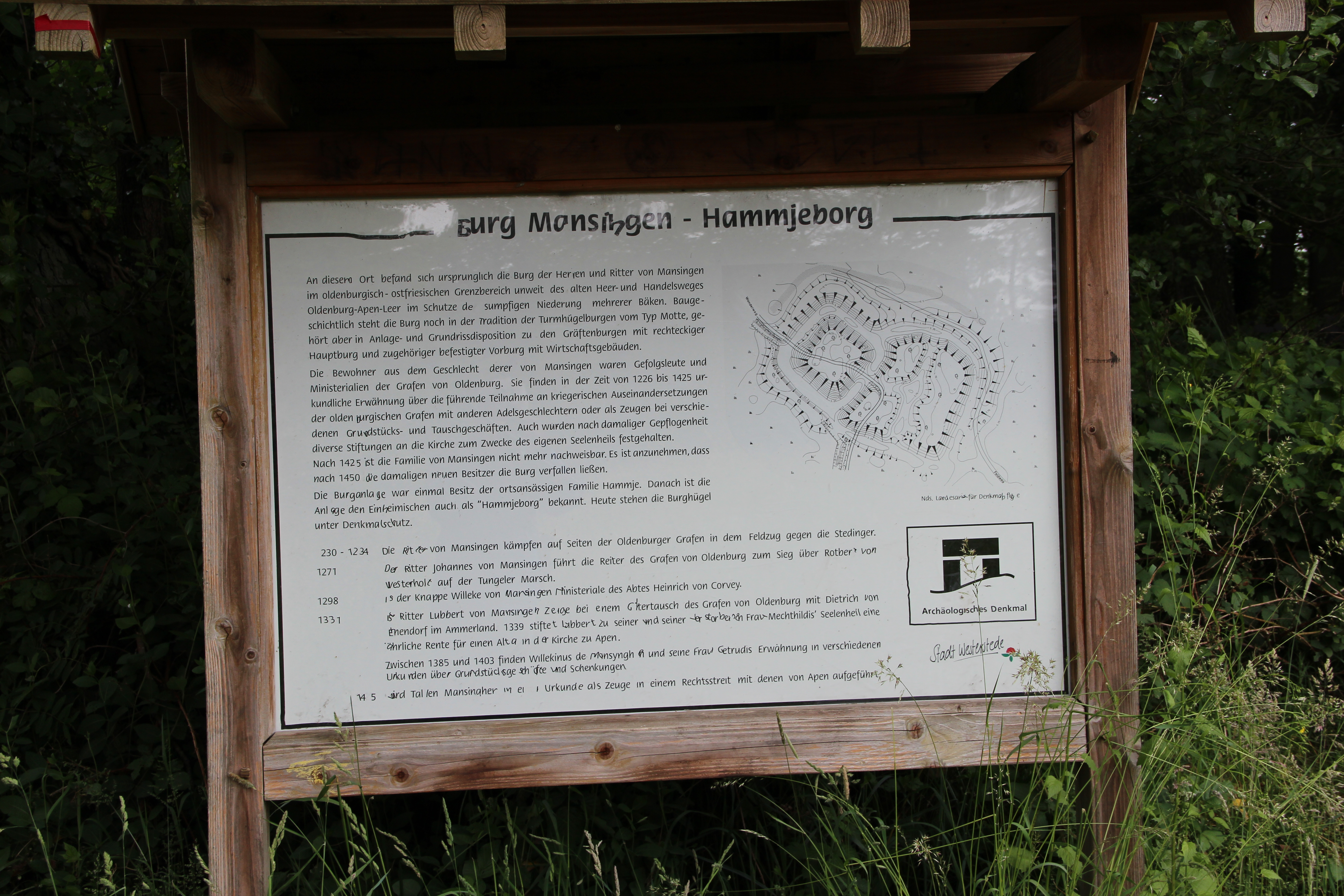
Informationstafel (2012)